# Reinhold Huhn
Reinhold Paul Huhn (* 8. März 1942 in Braunsberg; † 18. Juni 1962 in Berlin (Ost)) war Gefreiter der Grenztruppen der DDR, als er in der Zimmerstraße 56 in Berlin durch den Fluchthelfer Rudolf Müller erschossen wurde. Bevor Huhn seinen Wehrdienst leistete, war er Rinderzüchter. Er wurde postum zum Unteroffizier befördert.
Nach ihm wurde die Ost-Berliner Reinhold-Huhn-Oberschule (POS) benannt sowie Reinhold-Huhn-Straßen in Berlin, Hoyerswerda, Magdeburg, Guben und Hildburghausen. Die von 1973 bis zum 4. Oktober 1994 in Berlin existierende Gedenkstätte für die an der Staatsgrenze zu Berlin (West) gefallenen Soldaten der Grenztruppen der DDR an der Jerusalemer Straße, Ecke Schützenstraße (von 1966 bis 1991 Reinhold-Huhn-Straße), verzeichnete seinen Namen. Eine dort angebrachte bronzene Gedenktafel wurde entfernt und befindet sich in einem Ausstellungsraum der Zivilschutzanlage Blochplatz der Berliner Unterwelten e. V. Eine weitere entfernte Gedenktafel befand sich in der Nikolai-Bersarin-Kaserne in Berlin-Lichtenberg.

## Tod
Am 18. Juni 1962 war Reinhold Huhn an der Berliner Mauer in Berlin-Mitte nahe der Zimmerstraße eingesetzt. Von der in West-Berlin direkt an der Mauer befindlichen Baustelle des Axel-Springer-Hochhauses gruben Fluchthelfer um Rudolf Müller einen Fluchttunnel. Müller, ein ehemaliger Grenzgänger, wollte seine Ehefrau, seine beiden Kinder und seine Schwägerin aus Ost-Berlin zu sich nach West-Berlin holen. Nach dem Durchbruch des Tunnels in den Keller eines Hauses in Ost-Berlin ging Rudolf Müller hinüber, verließ das Haus und holte seine Familie von einem vereinbarten Treffpunkt ab. Auf dem Rückweg zum Tunneleingang passierten sie Reinhold Huhn und seinen Postenführer. Als Huhn die Gruppe kontrollieren wollte, gingen alle bis auf Müller weiter. Dieser zog aus seiner Jacke eine Pistole und schoss Huhn aus nächster Nähe in die Brust; dann rannte er zum Tunneleingang. Der Postenführer Huhns eröffnete das Feuer auf die Flüchtlinge, ohne aber zu treffen.

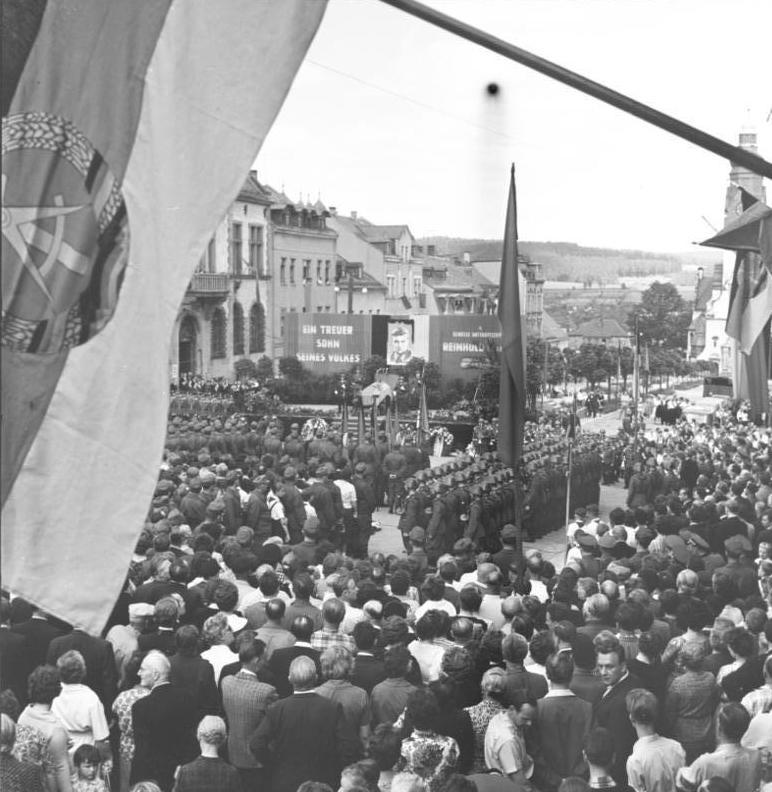
Beisetzung von Reinhold Huhn in Adorf/Vogtl. am 22. Juni 1962
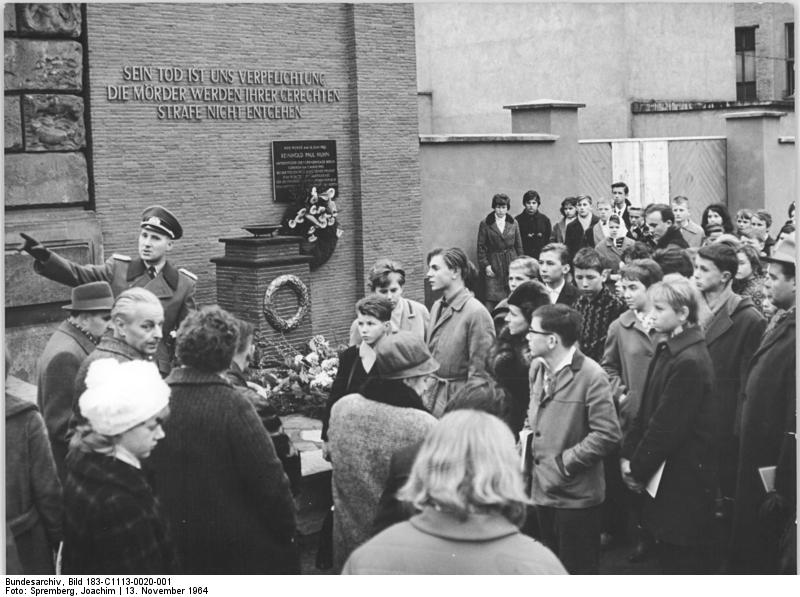
Jugendstunde vor der ersten Gedenkstätte für Huhn an der Zimmerstraße im Jahr 1964
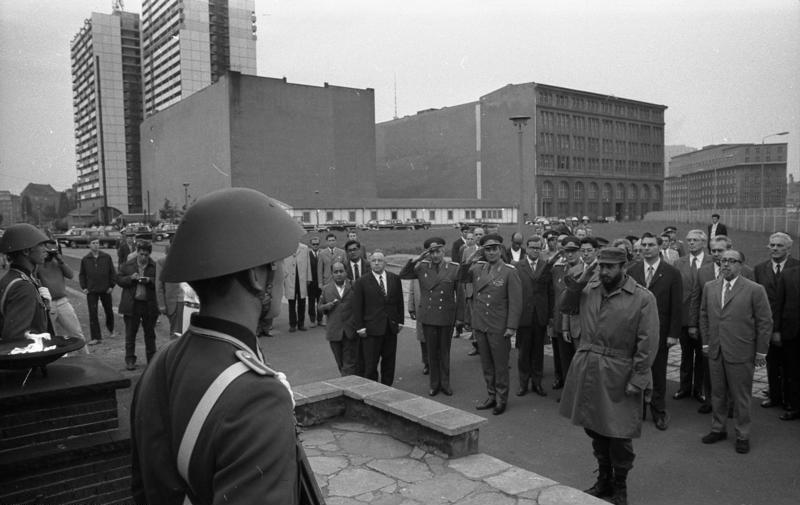
Fidel Castro legte am 14. Juni 1972 an der Gedenkstätte einen Kranz nieder
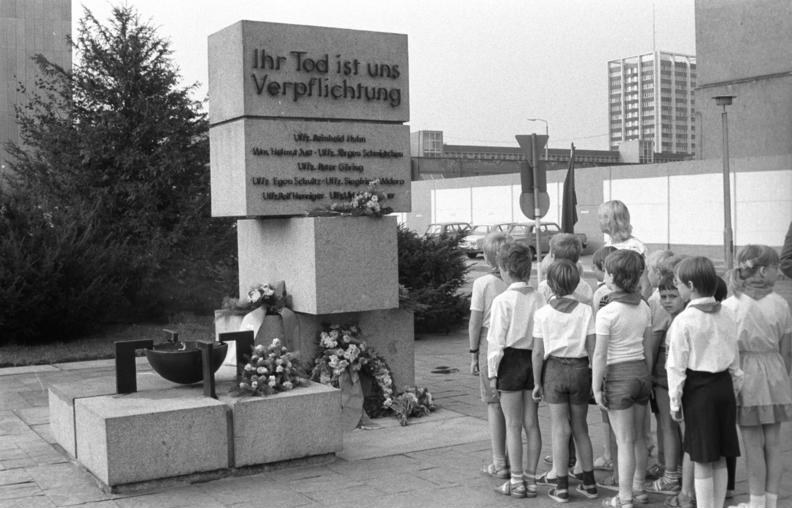
Junge Pioniere an der Gedenkstätte für die an der Staatsgrenze zu Berlin (West) gefallenen Soldaten der Grenztruppen der DDR, die 1973 die erste Gedenkstätte ersetzt hatte (1986)
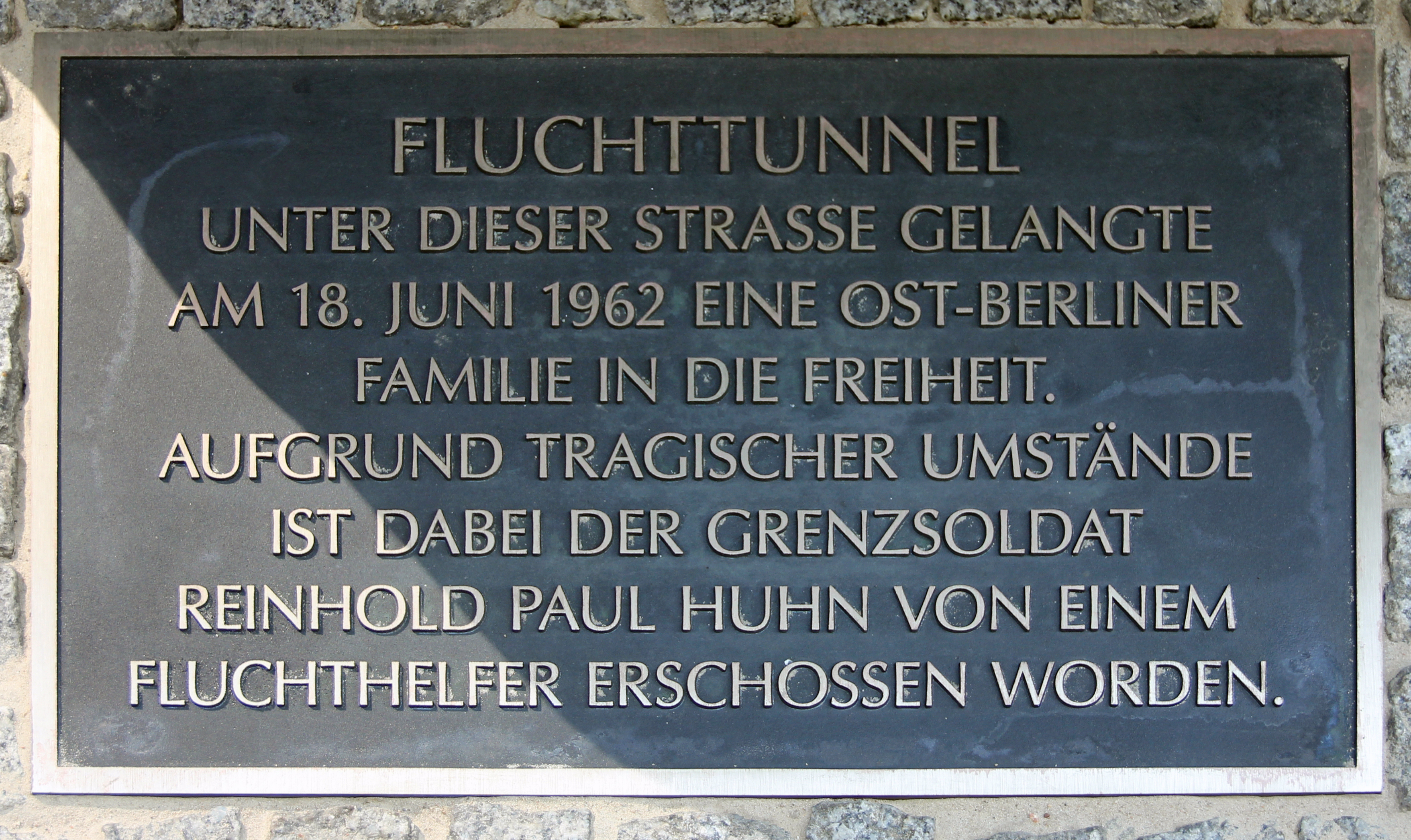
Gedenktafel, Zimmerstraße 54, in Berlin-Mitte

## Nachwirken
Auf der West-Berliner Seite angekommen, gab Rudolf Müller an, er habe Reinhold Huhn lediglich geschlagen. Der tödliche Schuss sei von dem Postenführer abgegeben worden. Der West-Berliner Senat flog Müller und seine Familie in die Bundesrepublik aus. Ein Auslieferungsgesuch der DDR-Behörden, die von der Schuld Müllers überzeugt waren, wurde abgelehnt. Das West-Berliner Ermittlungsverfahren gegen Müller wurde im November 1962 eingestellt. Vor Grenzsoldaten behauptete die DDR-Staatsführung, dass Müller im direkten Auftrag von Bundeskanzler Konrad Adenauer und dem Regierenden Bürgermeister Willy Brandt gehandelt habe.
Nach der Wiedervereinigung stellte die Staatsanwaltschaft Berlin erneut Ermittlungen an, die 1996 zu einem Prozess gegen Müller führten. Dort gestand er, für die tödlichen Schüsse verantwortlich zu sein, und machte Notwehr geltend. Das Landgericht verurteilte ihn wegen Totschlags zu einer Freiheitsstrafe von einem Jahr auf Bewährung. Das Mindeststrafmaß für Totschlag liegt bei fünf Jahren, jedoch sah das Gericht in Müllers Fall besondere Milderungsgründe. Im Revisionsverfahren vor dem Bundesgerichtshof im Jahr 2000 wurde das Strafmaß belassen, jedoch das Delikt auf Mord geändert, da das Merkmal der Heimtücke erfüllt sei.
Die folgende Verfassungsbeschwerde Müllers nahm das Bundesverfassungsgericht im November 2000 nicht an: „Die Bewertung der Tat als Heimtückemord ist […] verfassungsrechtlich unbedenklich“.
Am 6. August 2001 strahlte der MDR den Dokumentarfilm Der Todesstreifen – Tödliche Schüsse aus, der die Nachforschungen der DDR-Polizei und -Gerichte bestätigte.